# Lahane Oriental
Lahane Oriental (Ost-Lahane) ist ein osttimoresischer Suco im Verwaltungsamt Nain Feto (Gemeinde Dili) und ein Ortsteil der Landeshauptstadt Dili.  Er bildet den Osten des historischen Stadtviertels Lahane.

## Geographie

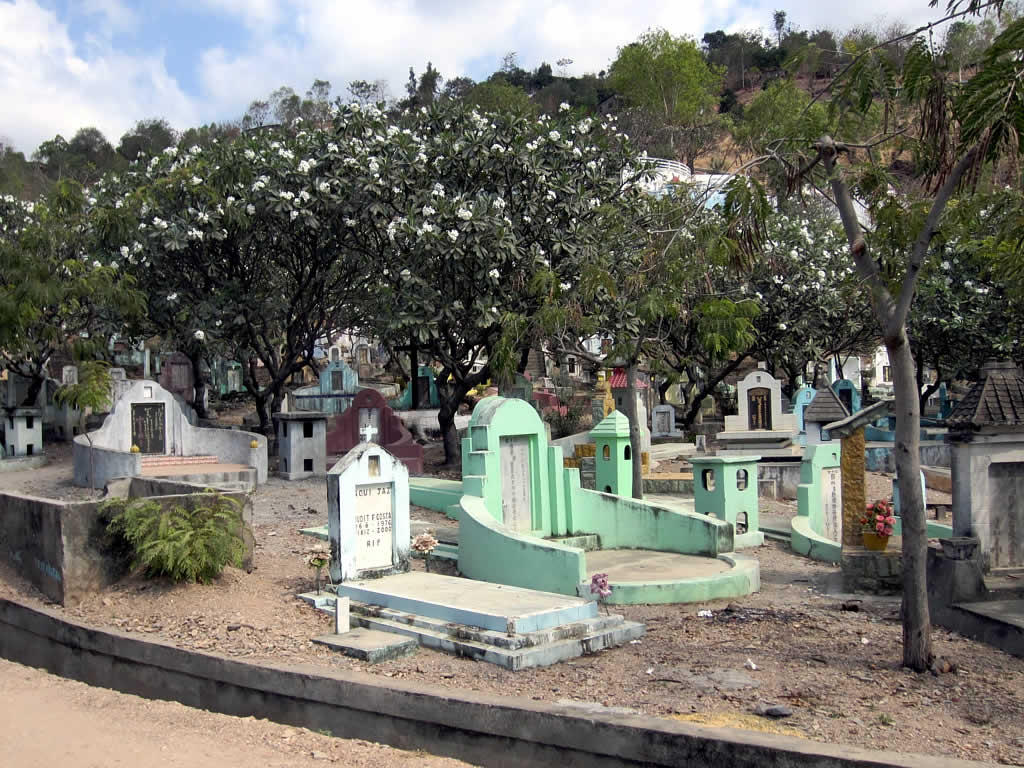
Der Chinesische Friedhof

Der Suco bildet den Süden von Osttimors flächenmäßig kleinstem Verwaltungsamt. Nördlich liegen die Sucos Santa Cruz und Bemori. Ihm wurde nach der Unabhängigkeit Osttimors auch der Suco Inur Fuik angegliedert. Im Westen grenzt Lahane Oriental an das Verwaltungsamt Vera Cruz mit seinen Sucos Mascarenhas und Lahane Ocidental und im Osten und Süden an das Verwaltungsamt Cristo Rei mit den Sucos Culu Hun, Becora, Ailok und Balibar. Einen Teil der Grenze zu Culu Hun bildet der Fluss Bemori.  An der Nordostecke Culu Huns trifft dieser mit dem Benamauc zusammen und fließt als Mota Claran in die Bucht von Dili. Das ganze System fällt allerdings außerhalb der Regenzeit trocken. Die Grenze zu Lahane Ocidental folgt den Höhen von Foho Marabia (08° 35′ S, 125° 35′ O, 287 m) und Foho Acobau (08° 35′ S, 125° 35′ O, 340 m). Seit der Gebietsreform 2015 hat Lahane Oriental eine Fläche von 3,96 km², womit der Suco etwa zwei Drittel von Nain Feto einnimmt.
Der Nordteil des Sucos ist dichter besiedelt, als der Süden, der noch über freie Flächen verfügt und mit Hügeln bereits deutlich höher liegt. Im Nordwesten liegen die Ortsteile Quintal Arbiro und Marabia, im Nordosten Taibesi (Taibessi, Taibesse), West-Mota Ulun (Mota Ulun Oeste) und Ost-Mota Ulun (Mota Ulun Leste) und im Süden das eigentliche Lahane Oriental. Im Norden liegt die Grundschule Escola Aituri Laran, im Süden eine medizinische Station. 2017 wurde die Schule Amigos de Jesus in Taibesi eröffnet. Administrativ teilt sich der Suco in 13 Aldeias: Deambata Bessi, Alcrin, Monumento Calma, Deposito Penal, Vale de Lahane, Marabia, Tuba Rai (Tubarai) und Temporal im Norden, Metin, Sare und Becoe im Zentrum und Suhu Rama und Rai Mean im Süden.
Nahe dem Markt von Taibesi (Mercado de Taibesi) liegt der Pura Girinatha, der größte hinduistischer Tempel Osttimors. Der etwas verlassen wirkende Tempel wurde in der Zeit der indonesischen Besatzung gebaut. In Marabia befindet sich der Chinesische Friedhof von Dili, der 1889 angelegt wurde.

## Einwohner

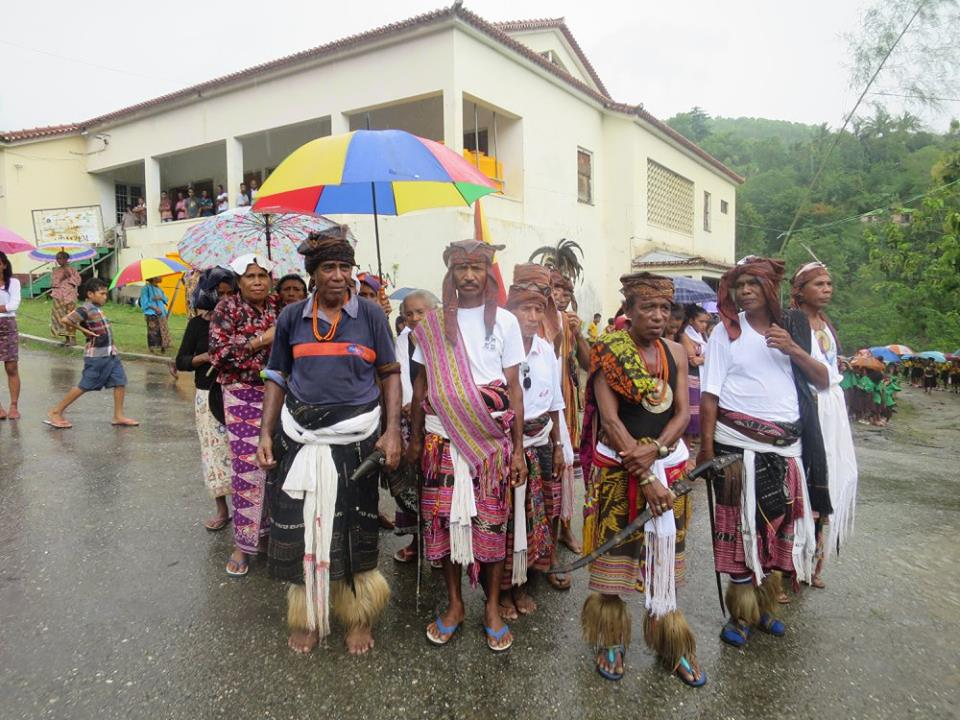
Älteste von Lahane Oriental

Im Suco leben 14.973 Einwohner (2022), davon sind 7.572 Männer und 7.401 Frauen. 9.869 von ihnen wohnen in einer urbanen Umgebung, 5.104 im ländlichen Teil des Sucos. Im Suco gibt es 2.678 Haushalte. Über 93 % der Einwohner geben Tetum Prasa als ihre Muttersprache an. Über 3 % sprechen Mambai, Minderheiten Tetum Terik, Baikeno, Kemak, Makasae oder Bunak.

## Geschichte

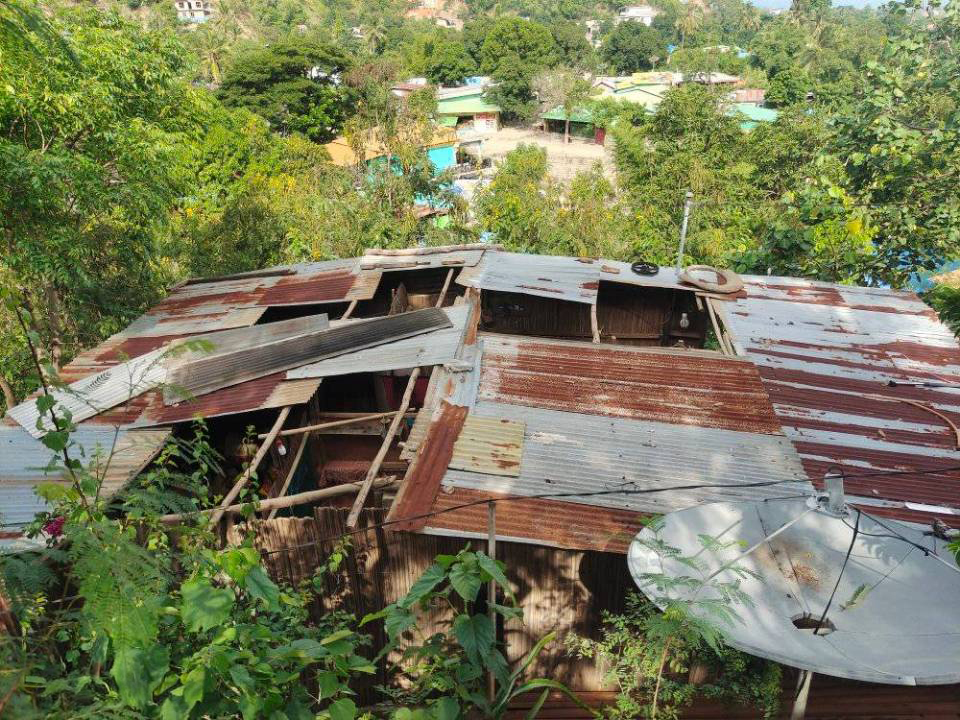
In der Aldeia Temporal (2023)

In Tabesi befand sich das portugiesische Hauptarsenal. Bei Ausbruch des Bürgerkrieges zwischen FRETILIN und União Democrática Timorense UDT 1975, erbeuteten hier FRETILIN-Kämpfer unter dem Unteroffizier Ponciano dos Santos große Mengen an Waffen und Munition.
Am 10. Juni 1980 griffen FALINTIL-Einheiten den Fernsehsender in Marabia, und andere strategische Orte am Rande der Hauptstadt Dili an. Es war der erste größere Angriff gegen die indonesischen Besatzer seit der fast völligen Zerschlagung der Widerstandsbewegung im Jahre 1978. Das indonesische Militär tötete als Reaktion darauf über 100 Menschen und folterte oder verbannte Angehörige von Widerstandskämpfern auf die als Gefängnisinsel benutzte Insel Atauro.

## Politik
Bei den Wahlen von 2004/2005 wurde Armando Siqueira Cardoso zum Chefe de Suco gewählt. Bei den Wahlen 2009 gewann João Alves Araujo und 2016 Trindade do A. P. Baptista.

## Sport
Nach dem Ortsteil Taibesi ist der FC Porto Taibesse benannt.